# 劉光才
劉光才（1840—1918），字华轩，湖南新宁人，清朝軍事將領、行伍出身。
刘先后参与平定太平军、捻军、陕甘回乱、义和团，因功累升至廣西提督、貴州提督、江南提督。

## 生平
清道光二十年（1840年），刘光才生于新宁白马田乡，家境贫寒，年少时以帮工、捕鱼为业。清咸丰七年（1857年），刘光才入湘军江忠义营。
光绪二十九年闰五月初一（1903年6月25日），由山西大同镇总兵官升任廣西提督。光绪三十年三月初五（1904年4月20日），解任。
光緒三十年（1904年），署任山西大同鎮總兵。光緒三十一年（1905年）至光緒三十二（1906年）年，出任貴州提督。光绪三十二年四月己未（1906年5月15日）至宣统三年八月丙午（1911年10月3日）任江南提督，后因病辞官。
宣统三年（1911年）秋，刘告老还乡，热衷公益。民国七年正月十二日（1918年2月22日），刘病逝，葬于今崀山紫霞峒景区内，其墓现为省级文物保护单位。